# Machine 15
Machine 15 é o sétimo álbum de estúdio da banda de punk rock sueca Millencolin. O álbum conta com a participação da "Swedish Chamber Orchestra" de Örebro. Uma edição limitada foi lançada incluído um DVD bônus de um show ao vivo em Estocolmo, em 2003.

## Faixas
1. "Machine 15" - 2:29
2. "Done is Done" - 3:50
3. "Detox" - 3:37
4. "Vicious Circle" - 4:11
5. "Broken World" - 3:08
6. "Come On" - 3:29
7. "Centerpiece" - 0:11
8. "Who's Laughing Now" - 3:07
9. "Brand New Game" - 3:28
10. "Ducks & Drakes" - 3:18
11. "Turnkey Paradise" - 3:15
12. "Route One" - 3:31
13. "Danger for Stranger" - 2:59
14. "Saved By Hell" - 3:38
15. "End Piece" - 1:32

### Bonus
1. "Machine 15" (acustico) (Versão japonesa)
2. "Farewell My Hell" (acustico)  (Versão japonesa)
3. "Mind the Mice" - 3:32  (iTunes bonus )

### DVD Bonus (edição limitada)
Ao vivo em Estocolmo
1. "No Cigar" - 3:45
2. "Bullion" - 1:57
3. "Man or Mouse" -  2:58
4. "Material Boy" - 2:14
5. "Duckpond" - 2:47
6. "Kemp" - 4:14